# Celso Moraes
Celso Moraes (nacido el 4 de agosto de 1979) es un exfutbolista brasileño que se desempeñaba como defensa.
Jugó para clubes como el Okinawa Kariyushi FC, Thespa Kusatsu y Atlético Sorocaba.

## Trayectoria

### Clubes
| Club                 | País   | Año         |
| -------------------- | ------ | ----------- |
| Okinawa Kariyushi FC | Japón  | 2003 - 2004 |
| Thespa Kusatsu       | Japón  | 2004 - 2007 |
| Atlético Sorocaba    | Brasil | 2010 - 2011 |